# Borovice osinatá
Borovice osinatá (Pinus aristata) je jehličnatý strom pocházející ze Severní Ameriky (státy Colorado, Nové Mexiko, Arizona, Kalifornie, Nevada, Utah). Její poddruh longaeva patří mezi nejstarší žijící organismy na Zemi.

## Synonyma
- Pinus balfouriana var. aristata Engelm.

## Systematika
Rozlišují se dva poddruhy:
- Pinus aristata subsp. aristata
- Pinus aristata subsp. longaeva (D. K. Bailey) E. Murray, 1983

## Vzhled

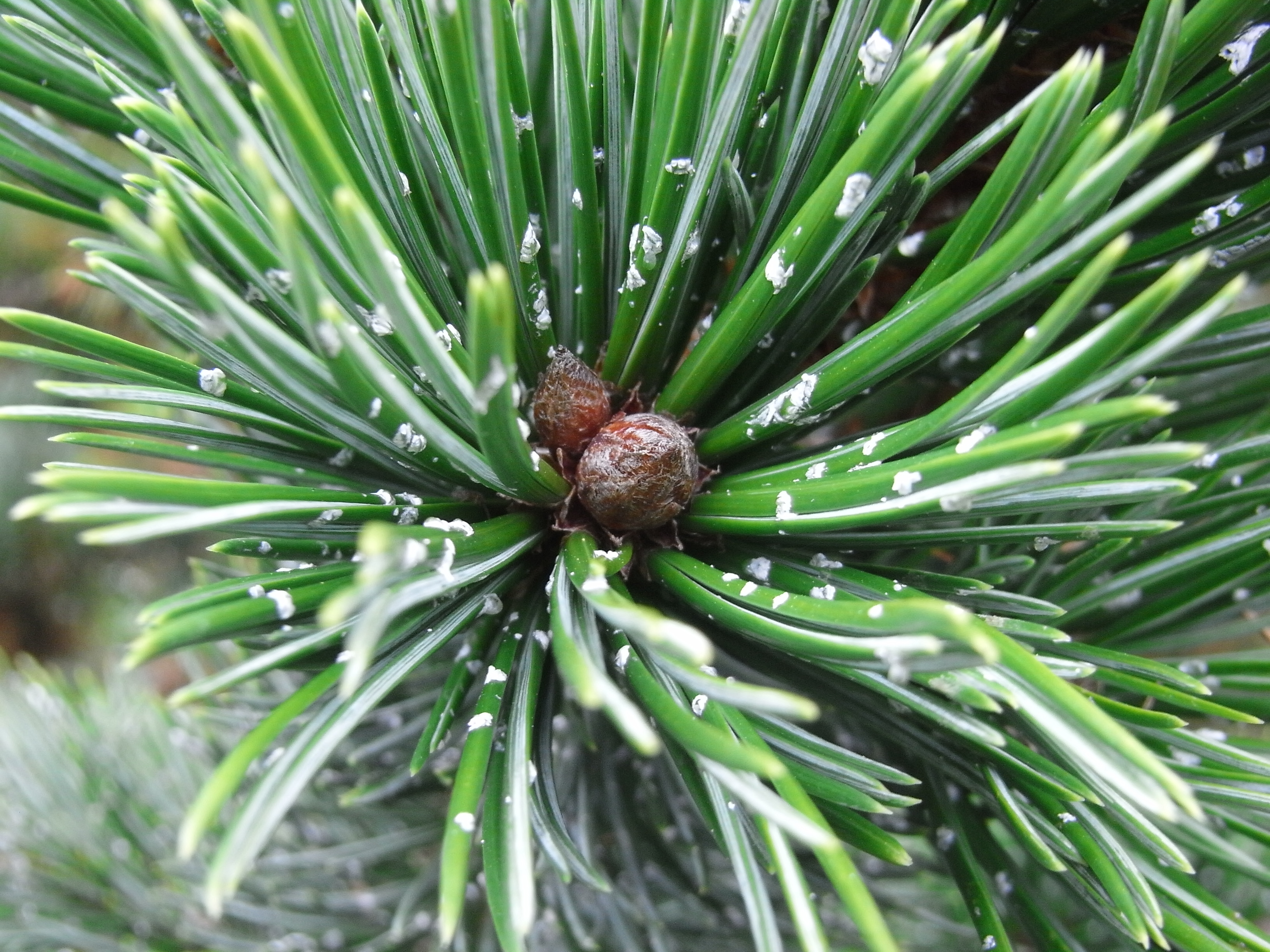
Jehlice borovice osinaté

Menší strom, 5-13 (18) m vysoký, často spíše keřovitý, s kmenem až 120 cm v průměru, často pokrouceným. Borka je hladká, zelenavá, později šupinatá, větve krátké a tuhé, letorosty silné, světle oranžově žluté, ochlupené.
Pupeny špičatě vejčité, asi 8 mm dlouhé.
Jehlice jsou po pěti ve svazečku s dlouhou pochvou, 2–4 cm dlouhé, tmavozelené, špičaté, na vnitřní straně mají modravě bělavé řady průduchů. Jsou charakteristicky poseté drobnými bílými výrony zoxidované pryskyřice. Ve své domovině si zachovává i 20 až 30 (!) ročníků jehlic, v Česku v příznivých podmínkách 6 až 10.
Šišky jsou přisedlé, válcovitě vejčité, o rozměrech 4–9 × 4 cm, nafialovělé. Štítky vyklenuté, s jemným 8 mm dlouhým ostnem (osinou - od toho její název). Tvoří hnědá, černě kropenatá semena dlouhá 5–7 mm, s lehce oddělitelným křídlem.

## Výskyt
V jižních polohách Skalistých hor v nadmořských výškách 2800 až 3600 m.
Poddruh Pinus aristata subsp. aristata - umba (pupky na šiškách) s dosti pevnou osinou, především na často zploštělé bázi šišek, se vyskytuje v Coloradu, Novém Mexiku a severní Arizoně.
Poddruh Pinus aristata subsp. longaeva (D. K. Bailey) E. Murray, 1983 má jehlice bez bílých výronů pryskyřice, šišky s krátkým ostnem nebo téměř hladké. Stromy na lokalitě White Mountains patří mezi nejstarší žijící stromy, některé jsou téměř 5000 let staré. Vyskytují se v Kalifornii, Nevadě, Utahu. V roce 1945 byly nalezeny borovice z příbuzenstva borovice osinaté také ve White Mountains v Arizoně. Tamní exempláře druhu Pinus longaeva měřily na výšku sotva 4–9 m, ale jejich kmeny měly průměr 120 cm. U tří z nich byl zjištěn neuvěřitelný věk - 4700 let. Jsou to tedy nejstarší žijící stromy na Zemi.
V horách Sierra Nevada roste jejich nejbližší příbuzný druh Pinus balfouriana.

## Ekologie
Roste při horní hranici lesa v nadmořských výškách 2800–3600 m na mělkých skalnatých půdách (dolomit). Je velmi odolná vůči klimatu: snáší vysoké mrazy i sucho, je náročná pouze na světlo. Roste velmi pomalu.
Tato borovice, jako ostatně všechny americké pětijehličné druhy, v Česku trpí rzí vejmutovkovou (Cronartium ribicola).

## Využití

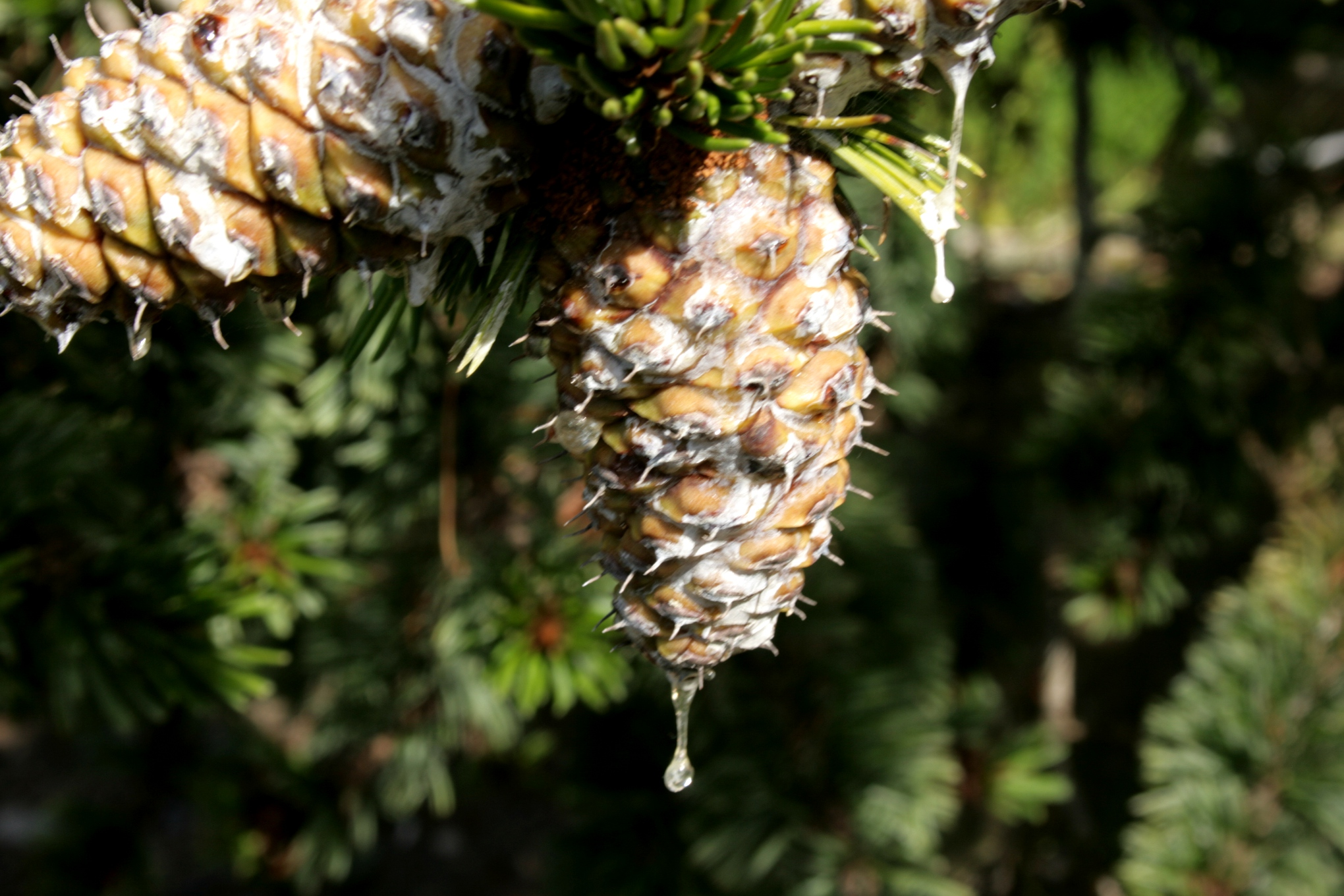
Šišky se znatelnými osinami na hřbetech šupin

V Česku je poslední dobou používaná v okrasných výsadbách (výhradně subsp. aristata).

## Zajímavosti
Ve vyšších polohách, kde je víc srážek, jsou stromy větší a mohutnější. Největší strom byl pojmenován Patriarcha a je asi 14 m vysoký. Jeho stáří je odhadováno na 1500 let. Nejstarší strom tohoto druhu byl pojmenovaný Metuzalém a roste v nadmořské výšce 2900 m. Záměrně není označen z toho důvodu, aby ho návštěvníci nezdevastovali. Jeho věk je odhadován na téměř 4750 let.
To, že se tyto stromy dožívají tak vysokého věku, je zapříčiněno tím, že díky velmi pomalému růstu (vegetační období zde trvá 2-3 měsíce a půdy jsou extrémně chudé na živiny) je jejich dřevo velmi husté, a proto lépe odolává škůdcům a nepříznivým klimatickým vlivům.